# Michael Hutchence
Michael Kelland John Hutchence (Sydney, 22 januari 1960– aldaar, 22 november 1997) was de zanger van de Australische rockband INXS.

## Levensloop
Hutchence groeide op in Hongkong. Zijn carrière begon toen hij acht jaar oud was in een reclame voor een speelgoedwinkel. De familie verhuisde uiteindelijk terug naar Sydney. Michael richtte hier de band The Vegetables op met Andrew Farriss en Garry Beers, een band die de naam in 1979 wijzigde naar INXS. In 1980 brachten zij hun eerste single Simple Simon uit. Pas na het uitbrengen van het album Shabooh Shoobah in 1983 kregen zij wereldfaam.
In 1987 speelde Hutchence mee in de Australische film Dogs in Space. In 1990 speelde hij de rol van Percy Shelley in Frankenstein Unbound, geregisseerd door Roger Corman.
In 1989 deed hij mee aan een muzikaal project van Ollie Olsen genaamd Max Q. De groep bracht een cd uit waarvan een single is uitgebracht die een kleine hit werd ('Way Of The World'). Het gerucht ging hierdoor dat Hutchence INXS zou verlaten, maar dat bleek onwaar.
In het midden van de jaren 1990 werkte INXS aan een nieuw album (Elegantly wasted), dat meer succes zou hebben dan de eerder uitgebrachte albums. In deze periode had Hutchence een affaire met de Britse tv-presentatrice Paula Yates, die toen nog getrouwd was met zanger Bob Geldof. De roddelbladen hadden de affaire uitgebreid op de voorpagina staan. Hutchence en Yates kregen een dochter met de naam Heavenly Hiraani Tiger Lily, die later, na de dood van Yates in 2000, zou worden geadopteerd door Bob Geldof.
Het nieuwe INXS-album Elegantly Wasted (1997) was net uit toen Michael Hutchence op 22 november dood werd gevonden in een hotelkamer in Double Bay. Hij was overleden door ophanging. Of zijn dood opzettelijk was (zelfmoord) of een ongeluk tijdens een uit de hand gelopen masturbatiesessie (auto-erotische asfyxie) blijft onduidelijk. Het officiële autopsierapport vermeldt "zelfmoord". Hij werd 37 jaar oud.
Een soloalbum met zijn naam werd uiteindelijk uitgebracht in 1999, net als zijn derde film Limp.
De documentaire Mystify van filmmaker Richard Lowenstein schetst een portret van Hutchence. Lowenstein regisseerde veel van de videoclips van de Australische band en kon putten uit een archief met privé-thuisfilms van Michael zelf en die van zijn geliefden, vrienden en familie.